# Antichloris eriphia
Antichloris eriphia is een beervlinder uit de familie van de spinneruilen (Erebidae). De wetenschappelijke naam van de soort is voor het eerst geldig gepubliceerd in 1776 door Fabricius.